# Clubiona saurica
Clubiona saurica är en spindelart som beskrevs av Mikhailov 1992. Clubiona saurica ingår i släktet Clubiona och familjen säckspindlar.
Artens utbredningsområde är Kazakstan. Inga underarter finns listade i Catalogue of Life.